# Phymatostetha quadriplagiata
Phymatostetha quadriplagiata is een halfvleugelig insect uit de familie schuimcicaden (Cercopidae). De wetenschappelijke naam van deze soort is voor het eerst geldig gepubliceerd in 1902 door Jacobi.